# 近松麗江
近松 麗江（ちかまつ よしえ、1927年5月11日 - 1998年10月2日）は、日本の女優。本名は植松 芳枝。旧芸名は近松 よし枝、近松 良枝。神奈川県横須賀市出身。特技は長唄。
舞台、テレビドラマなどで脇役として出演していた。特に『平岩弓枝ドラマシリーズ』では多数出演している。

## 人物
市川寿美礼と知り合い、1945年に劇団新派に入団。1955年に退団し、フリーランスとなった後、市川、寺島信子とともに竜の落とし子グループを結成。1958年の時点ではプレーヤーズセンターに所属。1961年2月、劇団東京新喜劇を結成。1963年の時点では中川プロに所属。
1998年10月2日、肺癌で死去した。享年71。

## 出演作品

### 映画
- 柔の星（1970年）
- サインはV（1970年）
- 挽歌（1976年） - トメ 役
- あいつと私（1976年）

### テレビドラマ
- 人形佐七捕物帳（1965年、NHK）
- サインはV（1969年、TBS） - 寮の賄い夫婦
- 時間ですよ（1970年、TBS） - はる
- ATTENTION PLEASE アテンションプリーズ（1970年、TBS） - 榊原やよいの母
- NHK連続テレビ小説 / 繭子ひとり（1971年、NHK）
- 東芝日曜劇場　（TBS）
  - 第782回「夫婦」（1971年）
  - 第1340回「さらば水着」（1982年）
- 女人平家（1971年 - 1972年、ABC） - 更科
- 青春をつっ走れ(1972年、CX/松竹)-池田芳江
- ありがとう3（1973年、TBS）
- お姉ちゃん（1973年、TBS）
- 寺内貫太郎一家2（1975年、TBS） - 石富夫人
- 夜明けの刑事（1975年、TBS / 大映テレビ）　- みさと食堂の女将
- 必殺仕置屋稼業 （1975年 - 1976年、ABC） - おふく
- お耳役秘帳 第5話「俺は天下のお耳役」（1976年、KTV） - おとら
- 平岩弓枝ドラマシリーズ　（CX）
  - 女の旅（1976年）
  - 女の河（1977年）
  - 火の航跡（1978年）
  - 夕顔の女（1979年）
  - 彩の女（1980年）
  - 花の影（1982年）
- 土曜ワイド劇場　（ANB）
  - 青い鳥を撃て（1977年）
  - 戻り川心中（1982年）
  - 尼さん探偵名推理（1989年、ABC） - 二宮ハツエ
  - 殺意の誕生石（1991年） - 松江
- 女のそろばん（1979年、ANB）
- 赤い嵐（1979年、TBS）　- 戸川貴子
- ポーラテレビ小説 / マリーの桜（1980年、TBS） - 岡野トミ
- ちょっといい姉妹（1981年、TBS）
- 秋なのにバラ色（1981年、MBS） - 高木きく
- 木曜ゴールデンドラマ　（YTV）
  - 女の哀しみが聞こえる（1982年）
  - 嫁と姑の終りなき争い（1982年）
  - 遺産戦争（1984年）
  - マルタの女（1988年）
  - お墓やぁ～い!（1989年）
  - 母よ（1990年）
- 野々村病院物語II（1982年、TBS）
- 大奥 第44話「天使たちのエロス」（1983年、KTV） - 姉小路
- 人妻捜査官 第4話「疑惑!?場外馬券売り場の女」（1984年、ABC）
- 月曜ワイド劇場 / 妻たちの思秋期II（1984年、ANB）
- ザ・ハングマンIV 第19話「未亡人の毒針が替え玉相続人を刺す!」（1985年、ABC） - 雨宮ウメ
- 娘が愛した人は（1990年、TBS）
- おじいさんの台所・二年目（1985年、CBC）
- 西田敏行の泣いてたまるか 第8話「父ちゃんはタクシードライバー」（1986年、TBS）
- 家族って（1990年、TBS）
- 銭形平次 第1シリーズ（1991年、CX） - おきん
- 旅情サスペンス「西伊豆・密会ペンション」（1991年、KTV）
- 月曜ドラマスペシャル　（TBS）
  - 遺言パニック ! !（1991年）
  - かあさんはドン？2（1993年）
  - 盗む女（1997年）
- 妻たちの劇場 / 面影ホテル（1992年、CX）
- サスペンス・魔 / 迷い道（1993年、KTV）
- ドラマ新銀河 / 拝啓自治会長殿（1995年、NHK）
- ドラマ30 / 愛の産科（1996年、MBS）

### 舞台
- 花の巴里の橘や
- べらんめえ芸者
- 皇女和の宮
- 浅草の女
- 家族熱
- 大利根囃子
- 若旦那、飛び出す!!
- 女の座